# Inia araguaiaensis
El delfín del río Araguaia (Inia araguaiaensis) es una especie de delfín de río de América del Sur descubierta en 2014. Es nativa de la cuenca del Araguaia-Tocantins en Brasil.

## Descubrimiento
El reconocimiento de I. araguaiaensis como especie separada se anunció el 22 de enero de 2014. Se distingue de otros miembros del Inia sobre la base de microsatélites nucleares y datos de ADN mitocondrial así como las diferencias en la morfología del cráneo (por lo general tienen cráneos más amplios). También difiere de la Amazonia y los delfines de río boliviano  (I. boliviensis) en el número de dientes por hemimandíbula (24-28 frente a 25-29 y 31-35, respectivamente).
Los ejemplares de Inia araguaiaensis, como la bautizaron los biólogos, fueron hallados en el río Araguaia y es solo la quinta especie de su tipo conocida en el mundo y la tercera descubierta en la región amazónica.
"Fue un descubrimiento inesperado que demuestra lo incipiente de nuestro conocimiento sobre la biodiversidad en la región", afirma el autor principal del estudio, publicado en la revista digital de ciencia 'Plos One', el biólogo Tomas Hrbek de la Universidad Federal del Amazonas, de la ciudad de Manaos, Brasil. 
De acuerdo con Hrbek, los delfines de río son unas de las criaturas más raras del mundo y corren un alto riesgo de extinción, por lo que descubrir ahora una especie nueva de este tipo es muy emocionante e inesperado. 
"La gente ve a estos mamíferos grandes todo el tiempo y nadie se fija en ellos", señaló Hrbek. 
Los biólogos brasileños determinaron que se trataba de una especie completamente nueva tras analizar y comparar las muestras de ADN de un espécimen de Inia araguaiaensis con otros delfines de río del Amazonas. Según los científicos, el delfín del río Araguaia es más pequeño que sus 'primos' y tiene menos dientes, 24, en comparación con los entre 25 y 29 de otras especies.
Actualmente la población de Inia araguaiaensis se estima en unos 1000 individuos, pero los biólogos alertan de que la especie apenas descubierta ya se encuentra en peligro de extinción completa por la construcción de represas en el río.